# The Chemical Brothers
The Chemical Brothers je anglické duo tvořící elektronickou hudbu, několikrát oceněné cenou Grammy. Jeho členové Tom Rowlands a Ed Simons si zpočátku říkali The Dust Brothers, ale poté, co zjistili, že ve Spojených státech existuje stejnojmenné duo, přejmenovali se na The Chemical Brothers. Společně s The Prodigy a Fatboyem Slimem patří k průkopníkům žánru, který se nazývá „big beat“. Velmi oblíbené jsou i jejich živé sety.

## Historie
Jejich debutové album Exit Planet Dust (název byl inspirovaný proměnou názvu z Dust Brothers na Chemical Brothers) vychází červenci 1995 a výrazně boduje na domácí půdě (9. místo v albové hitparádě). Krátce poté přecházejí z vlastního labelu Freestyle Dust k Virgin Records. Zde už vyšel singl „Life Is Sweet“ o jehož remix se postarali Daft Punk. Okolo Chemical Brothers je poměrně rušno – v srpnu si zahráli set pro Oasis, zajímají se o ně kapely jako The Prodigy, Happy Mondays nebo The Stones.
Během následujících dvou alb upevňují svoji pozici na taneční scéně, neustále mixují a jejich živá vystoupení se těší velké oblibě. Na desce Surrender najdete jeden z jejich největších hitů „Hey Boy Hey Girl“. V roce 1999 vystupují jako hlavní hvězdy na Glastonbury, o rok později na stejném festivalu přilákali nejvíce posluchačů na Pyramida stage, kde zahráli svůj set. Sláva The Chemical Brothers roste, hrají po celém světě – výjimkou není ani festival Coachella nebo vystoupení na Ibize.
Deska Come With Us vyhrává britskou albovou hitparádu a tři vydané singly „It Began in Afrika“, „Star Guitar“, „Come With Us/The Test“ se umisťují na 9., 8. a 14. místě. V létě 2002 absolvují turné k nové desce, zároveň vydávají dvě EP (japonskou a americkou verzi). Chemical Brothers se ocitají v nezáviděníhodné situaci – tlak médií a hudební veřejnosti je veliký, na jejich nové nahrávky se čeká vždy s velkou nervozitou. Elektronické duo však neúnavně pracuje na novém materiálu a brzy je na světě další album Push the Button. Kritici se dělí na dvě skupiny – jedni jej označují za zklamání a krok zpátky, druzí za výbornou desku. Faktem zůstává, že Tom Rowlands a Ed Simons proměnili dvojnásobnou nominaci na Grammy (album, singl „Galvanize“).
Rovněž velmi úspěšné je i album We Are the Night. Za první týden se ho prodalo 89 000 kopií, usadilo se na prvním místě britské albové hitparády a bylo oceněno Grammy v kategorii nejlepší album žánru „Electronic/Dance“.

## Diskografie

### Studiová alba
- 1995 – Exit Planet Dust
- 1997 – Dig Your Own Hole
- 1999 – Surrender
- 2002 – Come With Us
- 2005 – Push the Button
- 2007 – We Are the Night
- 2008 – Brotherhood 2CD
- 2010 – Further
- 2015 – Born in the Echoes
- 2019 – No Geography
- 2023 – For That Beautiful Feeling

### EP
- 1996 – Loops of Fury
- 2002 – Come with Us (jako EP vyšlo pouze v Japonsku)
- 2002 – AmericanEP

### Kompilace
- 1996 – Live at the Social Volume 1
- 1997 – Radio 1 Anti-Nazi Mix
- 1998 – Brothers Gonna Work It Out
- 2002 – In Glint
- 2003 – Singles 93-03
- 2005 – The Remixes Volume 06
- 2005 – Live 05